# Ain't Complaining
Ain't Complaining — вісімнадцятий студійний альбом британського рок-гурту Status Quo, який був випущений 14 червня 1988 року.

## Список композицій
1. Ain't Complaining — 4:40
2. Everytime I Think of You — 3:49
3. One for the Money — 4:52
4. Another Shipwreck — 3:48
5. Don't Mind If I Do — 4:41
6. I Know You're Leaving — 4:45
7. Cross That Bridge — 3:31
8. Cream of the Crop — 4:03
9. The Loving Game — 4:23
10. Who Gets the Love — 5:33
11. Burning Bridges — 4:19
12. Magic — 3:52

## Учасники запису
- Френсіс Россі — вокал, гітара
- Рік Парфітт — вокал, гітара
- Джон Едвардс — бас-гітара
- Джефф Річ — ударні
- Енді Боун — клавішні

## Чарти
| Чарт (1988)                                  | Найвища позиція |
| -------------------------------------------- | --------------- |
| Австрія Austrian Albums (Ö3 Austria)         | 11              |
| Finnish Albums (The Official Finnish Charts) | 12              |
| Німеччина German Albums (Offizielle Top 100) | 33              |
| Норвегія Norwegian Albums (VG-lista)         | 13              |
| Швеція Swedish Albums (Sverigetopplistan)    | 19              |
| Швейцарія Swiss Albums (Schweizer Hitparade) | 5               |
| Велика Британія UK Albums (OCC)              | 12              |

## Сертифікації
| Регіон                                             | Сертифікація | Продажі  |
| -------------------------------------------------- | ------------ | -------- |
| Велика Британія (BPI)                              | Золотий      | 100 000^ |
| ^відвантаження, що базуються лише на сертифікаціях |              |          |